# SDSS J0946+1006

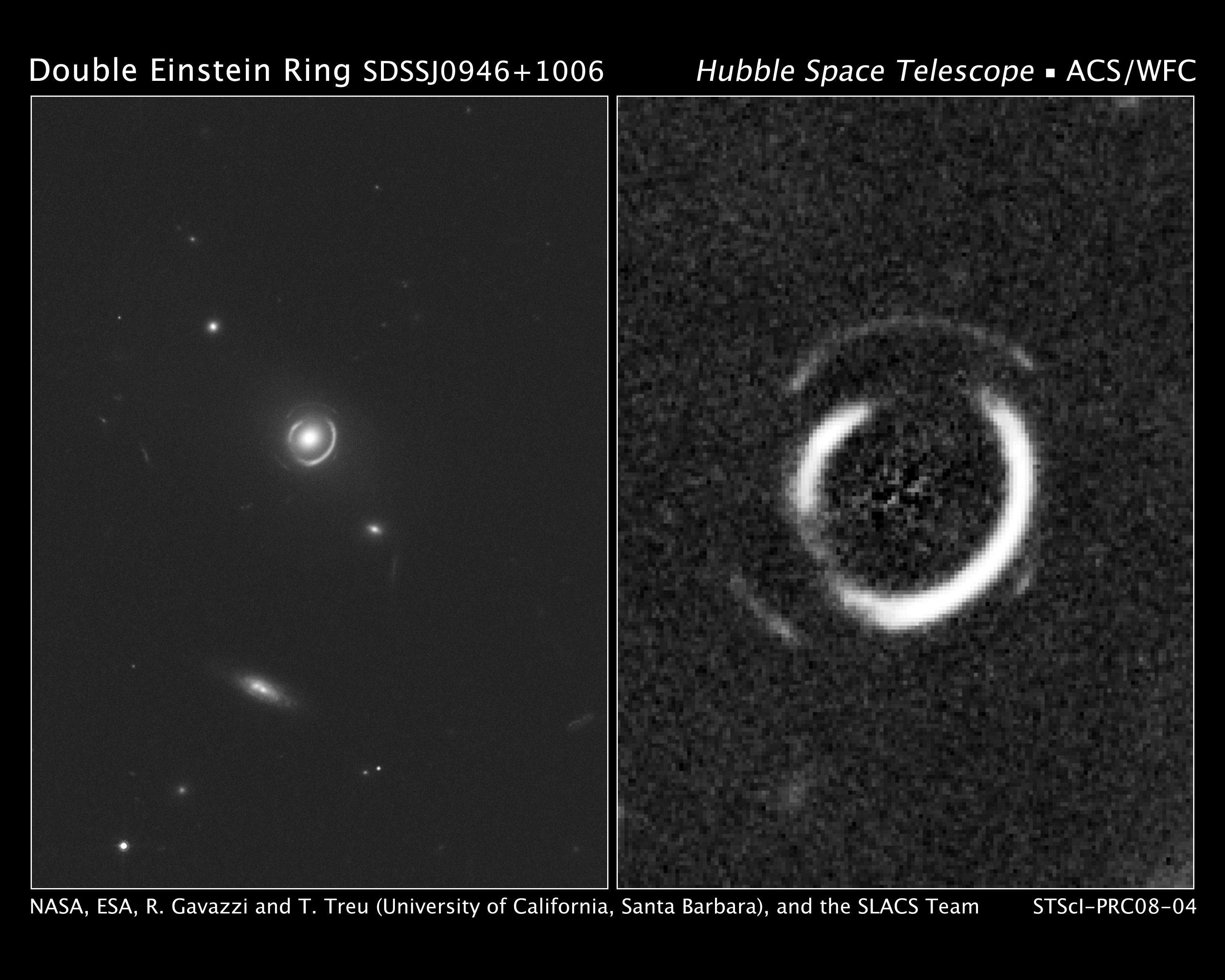
SDSSJ0946+1006 гравитационная линза

SDSSJ0946+1006 — уникальная система гравитационных линз, которая состоит из трёх галактик на расстоянии соответственно 3, 6 и 11 миллиардов световых лет. Ввиду того, что все они находятся практически на прямой линии с Землёй, образуется изображение с двойными кольцами Эйнштейна.